# Cantonul Aubenton
Cantonul Aubenton este un canton din arondismentul Vervins, departamentul Aisne, regiunea Picardia, Franța.

## Comune
- Any-Martin-Rieux
- Aubenton (reședință)
- Beaumé
- Besmont
- Coingt
- Iviers
- Jeantes
- Landouzy-la-Ville
- Leuze
- Logny-lès-Aubenton
- Martigny
- Mont-Saint-Jean
- Saint-Clément